# لاوری کریستیان رلاندر
لاوری کریستیان رلاندر (انگلیسی: Lauri Kristian Relander؛ ۳۱ مهٔ ۱۸۸۳ – ۹ فوریهٔ ۱۹۴۲) یک سیاست‌مدار اهل فنلاند بود.